# やっぱりRPGが好き!
『やっぱりRPGが好き!』（やっぱりアールピージーがすき）は、近藤功司・冒険企画局が1992年に著した書籍をさす。続刊に『それでもRPGが好き!』がある。

## 概要
「ドラゴンマガジン」誌の連載の単行本化。テーブルトークRPGの遊び方について書かれている。先に発表されていた「RPGに挑戦！」（近藤功司）、「だからRPGが好き！」（わきあかつぐみ、かつらつかさ）などの記事を発展させた内容となっている。

## 内容
ゲームマスターやプレイヤーの実践テクニック、シナリオ作成方法、イベントの開催方法などが書かれている。テーブルトークRPGに限定されず、テレビドラマ、映画、小説、コミックなどを題材にエンターテインメント全般について論じている部分もある。

## 書誌情報
- 『やっぱりRPGが好き!』　富士見書房〈富士見ドラゴンブック〉、1992年。 - イラストは都築和彦、末広雅里、竜胆丈二。 ISBN 4-8291-4264-2
- 『それでもRPGが好き!』　富士見書房〈富士見ドラゴンブック〉、1993年。 ISBN 4-8291-4278-2
- 『まるごと一冊冒険企画局』　新紀元社、2010年。 - ムック。『やっぱりRPGが好き！』の特別編を掲載。